# 浅利站
淺利站（日语：／ Asari eki */?）是一個位於島根縣江津市淺利町、屬於西日本旅客鐵道（JR西日本）山陰本線的鐵路車站。

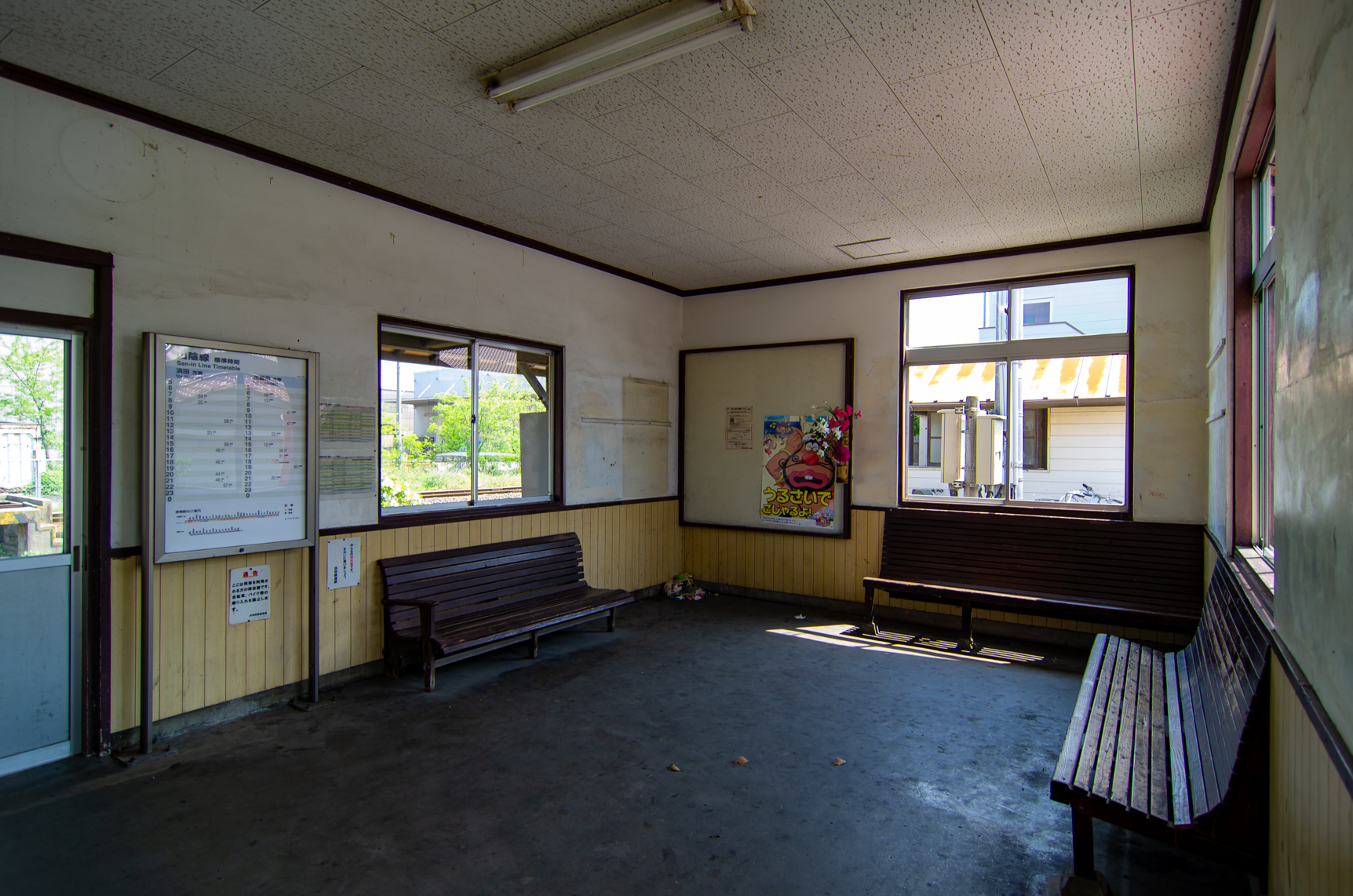
車站內部（2012年5月）

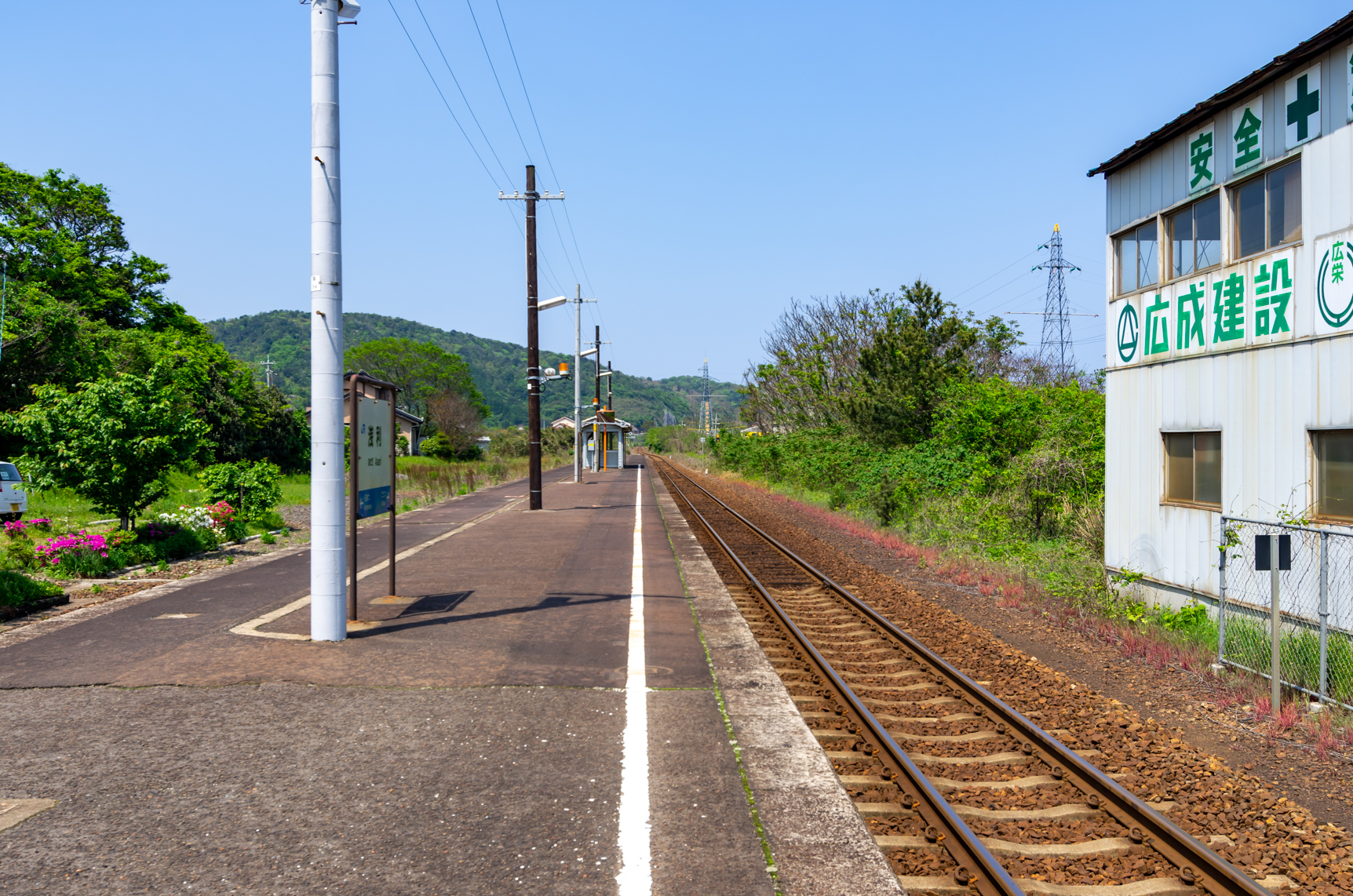
月台（2012年5月）

## 車站結構
益田方向左側的側式月台1面1線的地面車站（停留所）。

## 相鄰車站
※此站停車的快速「Aqua Liner」（只限上行1班）於大田市－益田段各站停車。參見列車條目。
西日本旅客鐵道
 山陰本線
黑松－淺利－江津

## 關連項目
- 日本鐵路車站列表

## 外部連結
- JR西日本（淺利站） （页面存档备份，存于）